# Амфиболия
Амфиболи́я (от греч. ἀμφιβολία — двусмысленность, неясность) — двойственность или двусмысленность, получающаяся от того или иного расположения слов или от употребления их в различных смыслах, смешение понятий, обычно связанное с членением предложения.

## Примеры
Пример амфиболии — фраза «Казнить нельзя помиловать», где смысл меняется в зависимости от места паузы после или перед словом «нельзя». Многочисленные примеры амфиболий дают греческие легенды об оракулах. Амфиболия может возникнуть при таком построении предложения, когда подлежащее в именительном падеже трудно отличить от прямого дополнения в винительном падеже. Например:

Брега Арагвы и Куры

Узрели русские шатры.
— А. С. Пушкин. «Евгений Онегин» (Отрывки из Путешествия Онегина)

— Что там написано, Тань? — спросил Алексей Иванович.

— Кормление крокодила Хуфу, — перевела Танюша.

— Хуфу — это имя крокодила?

— Нет. Хуфу — это имя фараона.

— Фараон Хуфу кормит крокодила? — спросил Игорь. — Или крокодила кормят фараоном Хуфу?

Танюша засмеялась.

— Нет, — сказала она. — Если по структуре фразы, крокодил принадлежит фараону Хуфу, и этого крокодила кормит неустановленное лицо. А чем его кормят, по-моему, ясно.
— Виктор Пелевин. «Кормление крокодила Хуфу»

## Использование
Амфиболия в заголовках может использоваться в рекламе для заострения внимания на товаре или услуге (из-за неоднозначности предлагаемого), в журналистике и других сферах. Например, фраза типа «Продавцы преследовали воровку с утюгом» может быть понята двояко. Такие обороты обращают на себя внимание своей многозначностью, заинтересовывают, увеличивают вероятность прочтения дополнительной (разъясняющей) информации.